# Echipa națională de fotbal a Moldovei Sub-19
Echipa națională de fotbal a Moldovei Sub-19 este a treia reprezentativă de fotbal a Republicii Moldova la nivel internațional. În echipă sunt selecționați jucători cu vârste cuprinse între 17 și 19 ani.

## Rezultate la Campionatul European Sub-19
| Rezultate la Campionatul European U-18/19 | Rezultate la Campionatul European U-18/19 | Rezultate la Campionatul European U-18/19 | Rezultate la Campionatul European U-18/19 | Rezultate la Campionatul European U-18/19 | Rezultate la Campionatul European U-18/19 | Rezultate la Campionatul European U-18/19 | Rezultate la Campionatul European U-18/19 | Rezultate la Campionatul European U-18/19 |     | Performanțe în preliminariile Campionatului European | Performanțe în preliminariile Campionatului European | Performanțe în preliminariile Campionatului European | Performanțe în preliminariile Campionatului European | Performanțe în preliminariile Campionatului European | Performanțe în preliminariile Campionatului European | Performanțe în preliminariile Campionatului European |
| An                                        | Rundă                                     | Pld                                       | W                                         | D                                         | L                                         | GF                                        | GA                                        | GD                                        | Pld | W                                                    | D                                                    | L                                                    | GF                                                   | GA                                                   | GD                                                   |                                                      |
| 1995                                      | Nu s-a calificat                          | Nu s-a calificat                          | Nu s-a calificat                          | Nu s-a calificat                          | Nu s-a calificat                          | Nu s-a calificat                          | Nu s-a calificat                          | Nu s-a calificat                          | 2   | 1                                                    | 0                                                    | 1                                                    | 6                                                    | 7                                                    | −1                                                   |                                                      |
| 1996                                      | Nu s-a calificat                          | Nu s-a calificat                          | Nu s-a calificat                          | Nu s-a calificat                          | Nu s-a calificat                          | Nu s-a calificat                          | Nu s-a calificat                          | Nu s-a calificat                          | 2   | 0                                                    | 0                                                    | 2                                                    | 3                                                    | 5                                                    | −2                                                   |                                                      |
| 1997                                      | Nu s-a calificat                          | Nu s-a calificat                          | Nu s-a calificat                          | Nu s-a calificat                          | Nu s-a calificat                          | Nu s-a calificat                          | Nu s-a calificat                          | Nu s-a calificat                          | 3   | 0                                                    | 0                                                    | 3                                                    | 2                                                    | 9                                                    | −7                                                   |                                                      |
| 1998                                      | Nu s-a calificat                          | Nu s-a calificat                          | Nu s-a calificat                          | Nu s-a calificat                          | Nu s-a calificat                          | Nu s-a calificat                          | Nu s-a calificat                          | Nu s-a calificat                          | 2   | 1                                                    | 0                                                    | 1                                                    | 1                                                    | 1                                                    | 0                                                    |                                                      |
| 1999                                      | Nu s-a calificat                          | Nu s-a calificat                          | Nu s-a calificat                          | Nu s-a calificat                          | Nu s-a calificat                          | Nu s-a calificat                          | Nu s-a calificat                          | Nu s-a calificat                          | 3   | 1                                                    | 0                                                    | 2                                                    | 2                                                    | 4                                                    | −2                                                   |                                                      |
| 2000                                      | Nu s-a calificat                          | Nu s-a calificat                          | Nu s-a calificat                          | Nu s-a calificat                          | Nu s-a calificat                          | Nu s-a calificat                          | Nu s-a calificat                          | Nu s-a calificat                          | 3   | 0                                                    | 1                                                    | 2                                                    | 2                                                    | 12                                                   | −10                                                  |                                                      |
| 2001                                      | Nu s-a calificat                          | Nu s-a calificat                          | Nu s-a calificat                          | Nu s-a calificat                          | Nu s-a calificat                          | Nu s-a calificat                          | Nu s-a calificat                          | Nu s-a calificat                          | 3   | 0                                                    | 1                                                    | 2                                                    | 1                                                    | 8                                                    | −7                                                   |                                                      |
| 2002                                      | Nu s-a calificat                          | Nu s-a calificat                          | Nu s-a calificat                          | Nu s-a calificat                          | Nu s-a calificat                          | Nu s-a calificat                          | Nu s-a calificat                          | Nu s-a calificat                          | 3   | 0                                                    | 1                                                    | 2                                                    | 0                                                    | 6                                                    | −6                                                   |                                                      |
| 2003                                      | Nu s-a calificat                          | Nu s-a calificat                          | Nu s-a calificat                          | Nu s-a calificat                          | Nu s-a calificat                          | Nu s-a calificat                          | Nu s-a calificat                          | Nu s-a calificat                          | 3   | 0                                                    | 0                                                    | 3                                                    | 3                                                    | 17                                                   | −14                                                  |                                                      |
| 2004                                      | Nu s-a calificat                          | Nu s-a calificat                          | Nu s-a calificat                          | Nu s-a calificat                          | Nu s-a calificat                          | Nu s-a calificat                          | Nu s-a calificat                          | Nu s-a calificat                          | 3   | 0                                                    | 2                                                    | 1                                                    | 3                                                    | 4                                                    | −1                                                   |                                                      |
| 2005                                      | Runda Elită                               | Runda Elită                               | Runda Elită                               | Runda Elită                               | Runda Elită                               | Runda Elită                               | Runda Elită                               | Runda Elită                               | 6   | 1                                                    | 2                                                    | 3                                                    | 4                                                    | 10                                                   | −6                                                   |                                                      |
| 2006                                      | Nu s-a calificat                          | Nu s-a calificat                          | Nu s-a calificat                          | Nu s-a calificat                          | Nu s-a calificat                          | Nu s-a calificat                          | Nu s-a calificat                          | Nu s-a calificat                          | 3   | 0                                                    | 0                                                    | 3                                                    | 1                                                    | 7                                                    | −6                                                   |                                                      |
| 2007                                      | Nu s-a calificat                          | Nu s-a calificat                          | Nu s-a calificat                          | Nu s-a calificat                          | Nu s-a calificat                          | Nu s-a calificat                          | Nu s-a calificat                          | Nu s-a calificat                          | 3   | 1                                                    | 0                                                    | 2                                                    | 3                                                    | 7                                                    | −4                                                   |                                                      |
| 2008                                      | Runda Elită                               | Runda Elită                               | Runda Elită                               | Runda Elită                               | Runda Elită                               | Runda Elită                               | Runda Elită                               | Runda Elită                               | 6   | 2                                                    | 2                                                    | 2                                                    | 5                                                    | 4                                                    | +1                                                   |                                                      |
| 2009                                      | Nu s-a calificat                          | Nu s-a calificat                          | Nu s-a calificat                          | Nu s-a calificat                          | Nu s-a calificat                          | Nu s-a calificat                          | Nu s-a calificat                          | Nu s-a calificat                          | 3   | 0                                                    | 1                                                    | 2                                                    | 2                                                    | 5                                                    | −3                                                   |                                                      |
| 2010                                      | Nu s-a calificat                          | Nu s-a calificat                          | Nu s-a calificat                          | Nu s-a calificat                          | Nu s-a calificat                          | Nu s-a calificat                          | Nu s-a calificat                          | Nu s-a calificat                          | 3   | 1                                                    | 0                                                    | 2                                                    | 2                                                    | 7                                                    | −5                                                   |                                                      |
| 2011                                      | Runda Elită                               | Runda Elită                               | Runda Elită                               | Runda Elită                               | Runda Elită                               | Runda Elită                               | Runda Elită                               | Runda Elită                               | 6   | 1                                                    | 1                                                    | 4                                                    | 3                                                    | 17                                                   | −14                                                  |                                                      |
| 2012                                      | Nu s-a calificat                          | Nu s-a calificat                          | Nu s-a calificat                          | Nu s-a calificat                          | Nu s-a calificat                          | Nu s-a calificat                          | Nu s-a calificat                          | Nu s-a calificat                          | 3   | 0                                                    | 0                                                    | 3                                                    | 2                                                    | 11                                                   | −9                                                   |                                                      |
| 2013                                      | Nu s-a calificat                          | Nu s-a calificat                          | Nu s-a calificat                          | Nu s-a calificat                          | Nu s-a calificat                          | Nu s-a calificat                          | Nu s-a calificat                          | Nu s-a calificat                          | 3   | 0                                                    | 1                                                    | 2                                                    | 1                                                    | 10                                                   | −9                                                   |                                                      |
| 2014                                      | Nu s-a calificat                          | Nu s-a calificat                          | Nu s-a calificat                          | Nu s-a calificat                          | Nu s-a calificat                          | Nu s-a calificat                          | Nu s-a calificat                          | Nu s-a calificat                          | 3   | 0                                                    | 0                                                    | 3                                                    | 0                                                    | 11                                                   | −11                                                  |                                                      |
| 2015                                      | Nu s-a calificat                          | Nu s-a calificat                          | Nu s-a calificat                          | Nu s-a calificat                          | Nu s-a calificat                          | Nu s-a calificat                          | Nu s-a calificat                          | Nu s-a calificat                          | 3   | 1                                                    | 0                                                    | 2                                                    | 3                                                    | 8                                                    | −5                                                   |                                                      |
| 2016                                      | Nu s-a calificat                          | Nu s-a calificat                          | Nu s-a calificat                          | Nu s-a calificat                          | Nu s-a calificat                          | Nu s-a calificat                          | Nu s-a calificat                          | Nu s-a calificat                          | 3   | 0                                                    | 0                                                    | 3                                                    | 1                                                    | 4                                                    | −3                                                   |                                                      |
| 2017                                      | Nu s-a calificat                          | Nu s-a calificat                          | Nu s-a calificat                          | Nu s-a calificat                          | Nu s-a calificat                          | Nu s-a calificat                          | Nu s-a calificat                          | Nu s-a calificat                          | 3   | 0                                                    | 0                                                    | 3                                                    | 0                                                    | 4                                                    | −4                                                   |                                                      |
| 2018                                      | Nu s-a calificat                          | Nu s-a calificat                          | Nu s-a calificat                          | Nu s-a calificat                          | Nu s-a calificat                          | Nu s-a calificat                          | Nu s-a calificat                          | Nu s-a calificat                          | 3   | 1                                                    | 0                                                    | 2                                                    | 3                                                    | 7                                                    | −4                                                   |                                                      |
| 2019                                      | Nu s-a calificat                          | Nu s-a calificat                          | Nu s-a calificat                          | Nu s-a calificat                          | Nu s-a calificat                          | Nu s-a calificat                          | Nu s-a calificat                          | Nu s-a calificat                          | 3   | 0                                                    | 1                                                    | 2                                                    | 1                                                    | 8                                                    | −7                                                   |                                                      |
| 2020                                      | Nu s-a calificat                          | Nu s-a calificat                          | Nu s-a calificat                          | Nu s-a calificat                          | Nu s-a calificat                          | Nu s-a calificat                          | Nu s-a calificat                          | Nu s-a calificat                          | 3   | 0                                                    | 0                                                    | 3                                                    | 0                                                    | 13                                                   | −13                                                  |                                                      |
| 2022                                      | Nu s-a calificat                          | Nu s-a calificat                          | Nu s-a calificat                          | Nu s-a calificat                          | Nu s-a calificat                          | Nu s-a calificat                          | Nu s-a calificat                          | Nu s-a calificat                          | 3   | 0                                                    | 1                                                    | 2                                                    | 2                                                    | 12                                                   | −10                                                  |                                                      |
| 2023                                      | Nu s-a calificat                          | Nu s-a calificat                          | Nu s-a calificat                          | Nu s-a calificat                          | Nu s-a calificat                          | Nu s-a calificat                          | Nu s-a calificat                          | Nu s-a calificat                          | 3   | 0                                                    | 0                                                    | 3                                                    | 0                                                    | 8                                                    | −8                                                   |                                                      |
| 2024                                      | Nu s-a calificat                          | Nu s-a calificat                          | Nu s-a calificat                          | Nu s-a calificat                          | Nu s-a calificat                          | Nu s-a calificat                          | Nu s-a calificat                          | Nu s-a calificat                          | 3   | 0                                                    | 0                                                    | 3                                                    | 1                                                    | 8                                                    | −7                                                   |                                                      |
| 2025                                      | Nu s-a calificat                          | Nu s-a calificat                          | Nu s-a calificat                          | Nu s-a calificat                          | Nu s-a calificat                          | Nu s-a calificat                          | Nu s-a calificat                          | Nu s-a calificat                          | 3   | 0                                                    | 2                                                    | 1                                                    | 2                                                    | 3                                                    | −1                                                   |                                                      |
| 2026                                      |                                           |                                           |                                           |                                           |                                           |                                           |                                           |                                           |     |                                                      |                                                      |                                                      |                                                      |                                                      |                                                      |                                                      |
| Total                                     | 0/30                                      | 0                                         | 0                                         | 0                                         | 0                                         | 0                                         | 0                                         | 0                                         | 96  | 11                                                   | 16                                                   | 69                                                   | 59                                                   | 238                                                  | −179                                                 |                                                      |

## Legături externe
- Echipa națională Sub-19 a Republicii Moldova pe Site-ul Federației Arhivat în 22 mai 2013, la Wayback Machine.